# Terjärv
Terjärv (Fins: Teerijärvi) was tot 1969 een zelfstandige gemeente in Finland, maar nu een deelgemeente van de gemeente Kronoby in de vroegere Finse provincie West-Finland en in de Finse regio (landschap) Österbotten. Na de fusie met de gemeente Nedervetil gingen beide op in Kronoby.
In Terjärv ligt een dertigtal meren.
Terjärv is tweetalig met een eigen dialect van het Zweeds als meerderheidstaal (±85%) en Fins als minderheidstaal.

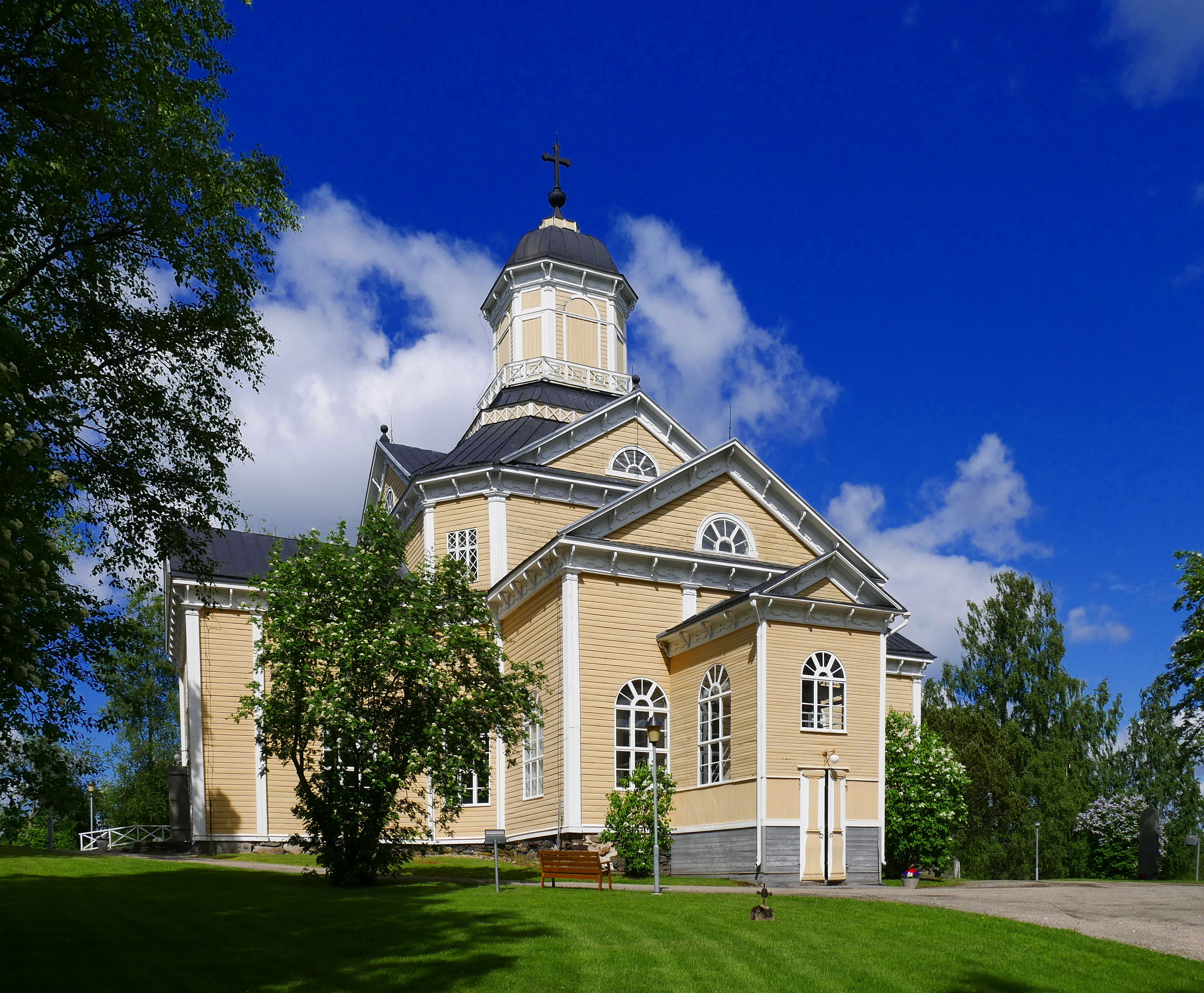
Kerk in Terjärv.

Isokyrö · Jakobstad · Kaskinen · Korsholm · Korsnäs · Kristinestad · Kronoby · Laihia · Larsmo · Malax · Närpes · Nykarleby · Pedersöre · Vaasa · Vörå
Voormalige gemeenten:
Bergö · Björköby · Esse · Jeppo · Kvevlax · Lappfjärd · Maxmo · Munsala · Nederfetil · Nykarleby landskommun · Oravais · Övermark · Petalax · Pörtom · Purmo · Replot · Sideby · Terjärv · Tjöck · Vähäkyro · Vörå · Vörå-Maxmo